# Câmara de Deputados da Nação Argentina
A Câmara de Deputados da Nação Argentina (oficialmente, Honorable Cámara de Diputados de la Nación) é a câmara baixa do Congresso da Nação Argentina, sendo a outra o Senado da Nação. Possui 257 deputados, sendo que metade destes são eleitos a cada dois anos para um mandato de quatro anos. Os deputados representam diretamente o povo das 24 províncias argentinas, portanto, são eleitos através do sistema de representação proporcional. Entre suas funções, destacam-se as de analisar e julgar o processo tributário, votar a legislação do país e fiscalizar o Poder Executivo.

## Blocos
| Blocos                                            | Presidentes de bloco  |
| ------------------------------------------------- | --------------------- |
| União pela Pátria (99)                            | Germán Martínez       |
| A Liberdade Avança (38)                           | Gabriel Bornoroni     |
| PRO (37)                                          | Cristian Ritondo      |
| UCR - União Cívica Radical (34)                   | Rodrigo de Loredo     |
| Fazemos Coalizão Federal (16)                     | Miguel Ángel Pichetto |
| Inovação Federal (8)                              | Pamela Calletti       |
| Coalizão Cívica ARI (6)                           | Juan Manuel López     |
| Frente de Esquerda e de Trabalhadores Unidade (5) | Myriam Bregman        |
| Independência (3)                                 | Agustin Fernández     |
| Movimento de Integração e Desenvolvimento (3)     | Oscar Zago            |
| Por Santa Cruz (2)                                | Sergio Acevedo        |
| Produção e Trabalho (2)                           | Nancy Picón           |
| Buenos Aires Livre (2)                            | Carolina Píparo       |
| CREIO (1)                                         | Paula Omodeo          |
| Movimento Popular Neuquén (1)                     | Osvaldo Llancafilo    |
| Fonte: atualizada em 06/05/2024.                  |                       |

## Eleição
A eleição se leva a cabo por cada distrito eleitoral (23 províncias e a Capital Federal), originando a seguinte distribuição:
- Província de Buenos Aires: 70 deputados
- Cidade Autônoma de Buenos Aires: 12 deputados
- Província de Catamarca: 5 deputados
- Província de Chaco: 7 deputados
- Província de Chubut: 5 deputados
- Província de Córdoba: 18 deputados
- Província de Corrientes: 7 deputados
- Província de Entre Ríos: 9 deputados
- Província de Formosa: 5 deputados
- Província de Jujuy: 6 deputados
- Província de La Pampa: 5 deputados
- Provincia de La Rioja: 5 deputados
- Província de Mendoza: 10 deputados
- Província de Misiones: 7 deputados
- Província de Neuquén: 5 deputados
- Província de Río Negro: 5 deputados
- Província de Salta: 7 deputados
- San Juan: 6 deputados
- Província de San Luis: 5 deputados
- Província de Santa Cruz: 5 deputados
- Província de Santa Fe: 19 deputados
- Província de Santiago del Estero: 7 deputados
- Província de Tucumán: 9 deputados
- Província de Tierra del Fuego, Antártida e Islas del Atlántico Sur: 5 deputados

Esta câmara tem direitos exclusivos para a criação de impostos, envio de tropas e a acusação constitucional ao Presidente da República, os Ministros de Estado e os membros da Corte Suprema ante o Senado da Nação Argentina.